# Grivska
Grivska (Servisch cyrillisch Гривска) is een plaats in de Servische gemeente Arilje. De plaats telt 357 inwoners (2002).

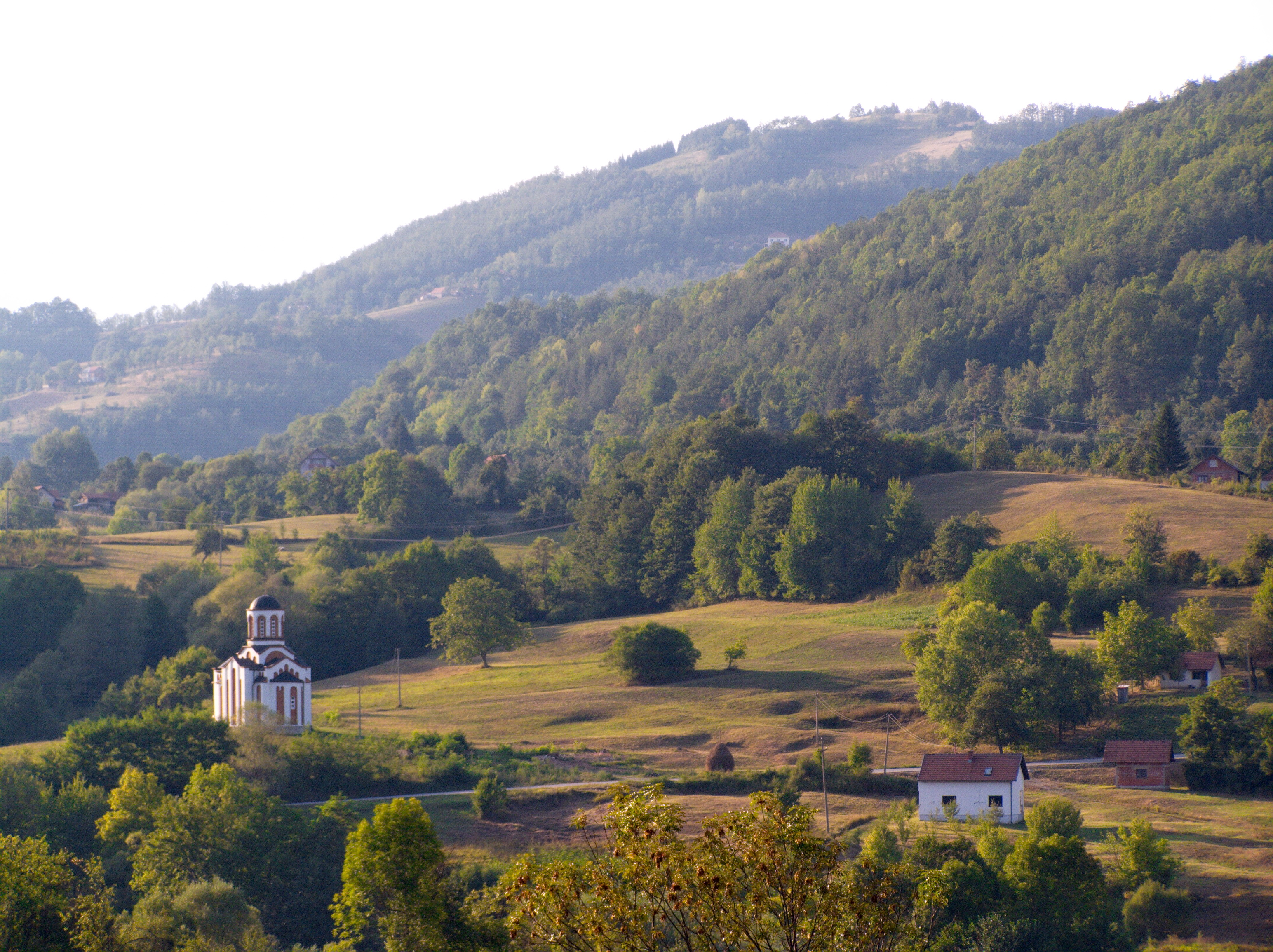